# Elisabeth Vary
Elisabeth Vary, verheiratet Umberg-Vary, (* 1940 in Köln) ist eine bildende Künstlerin und Kunstprofessorin, die in Köln und der französischen Gemeinde Corberon lebt und arbeitet.

## Leben und Wirken
Nach dem Abitur studierte sie an den Kölner Werkschulen von 1959 bis 1964, wurde dort zur Meisterschülerin bei Frau Prof. Kohlscheen-Richter ernannt, wechselte dann an die Kunstakademie Düsseldorf bis 1969 und erhielt 1970 einen Ruf an die Kölner Werkschulen als Professorin für Kunst und Illustration (im späteren Fachbereich der FH). Mit der Schließung der Abteilung für Freie Kunst 1993 wechselte sie an die neu gegründete Nachfolgehochschule, die Kölner Kunsthochschule für Medien (KHM) als Professorin für Raummedien und Medienkunst und lehrte dort bis zum Jahr 2001.
Elisabeth Varys Werke sind eine Synthese von Malerei und Plastik. Ihre Objekte – von starker, farblicher Intensität und Tiefe – greifen in die Räumlichkeit, vibrieren in der dritten Dimension.
Sie ist seit 1970 mit dem Maler Günter Umberg verheiratet.

## Ausstellungen
- Galerie m, Bochum
- Lehmbruck-Museum, Duisburg
- Städt. Kunstmuseum Düsseldorf
- Wilhelm-Hack-Museum, Ludwigshafen
- Von-der-Heydt-Museum, Wuppertal
- Ernst-Osthaus-Museum, Hagen
- Kunsthalle Bielefeld
- Kunstverein Bochum
- Museum Morsbroich

sowie im europäischen Ausland und den Vereinigten Staaten.